# 戈特弗里德·冯·斯特拉斯堡

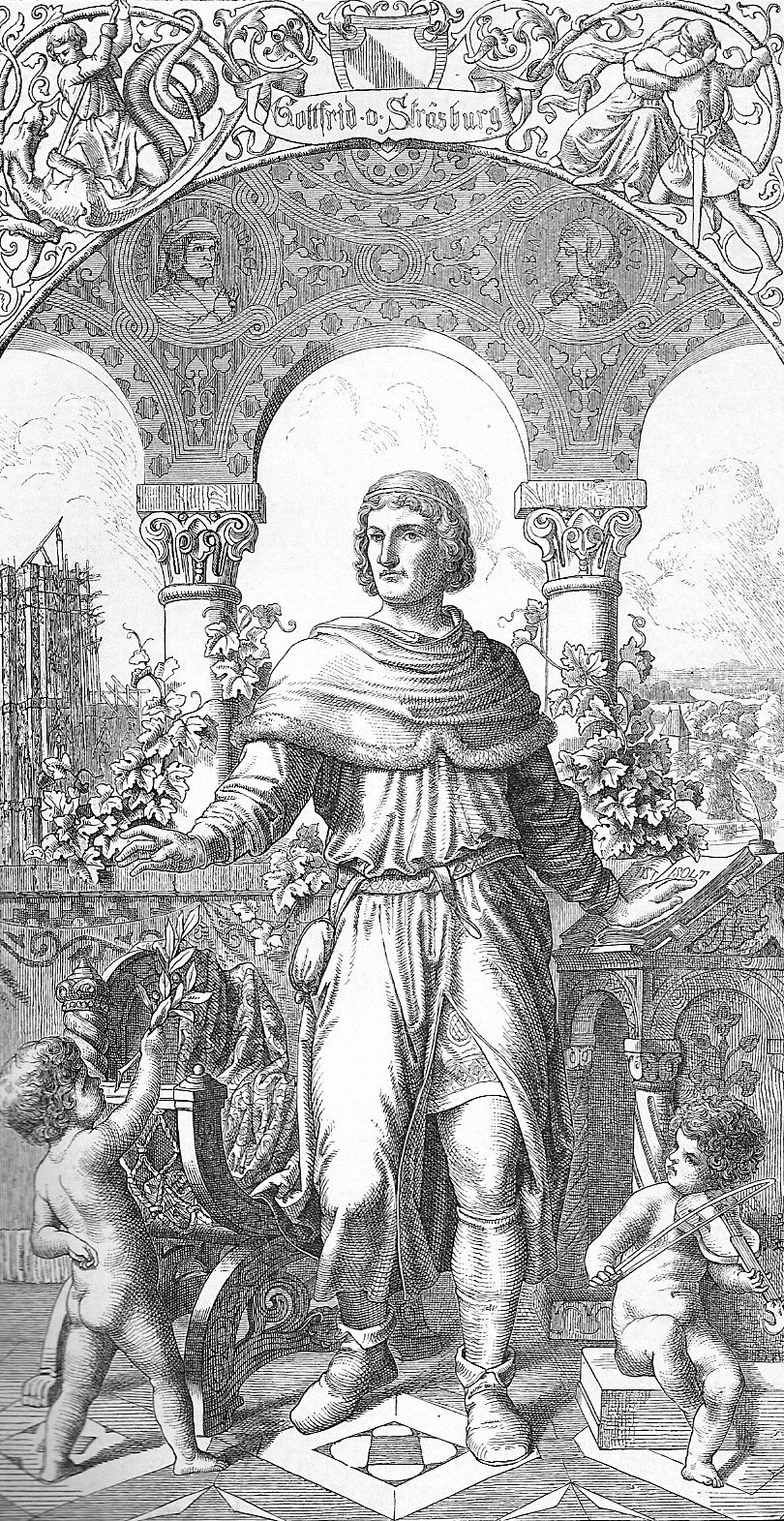
戈特弗里德·冯·斯特拉斯堡

戈特弗里德·冯·斯特拉斯堡是12世紀末至13世紀初的中古高地德语宫廷爱情小说《特里斯坦》（Tristan）的作者，该小说改编自崔斯坦和伊索德的故事。《特里斯坦》還是理查德·瓦格纳的歌剧《特里斯坦与伊索尔德》的灵感来源之一。